# Luis Farinello
Luis Ángel Farinello (Villa Domínico, 8 de febrero de 1937-Quilmes, 2 de junio de 2018) fue un sacerdote católico argentino.

## Biografía
Luis Farinello nació en Villa Domínico, en el sur del Gran Buenos Aires, en el seno de una familia modesta el 8 de febrero de 1937:

Soy nieto de italianos y de gallegos; mi padre era verdulero; mi mamá, sirvienta; los dos eran analfabetos. Soy el mayor de cuatro hermanos, dos mujeres y dos varones, y por lo tanto tenía que acompañar a papá a la madrugada en el carro, a buscar la verdura al mercado de Abasto de Avellaneda.
Luis Farinello

Farinello era un muchacho muy tímido debido a su tartamudez y a los 16 años decidió ingresar al Seminario de la Plata ya que escuchó decir que «el sacerdocio era la carrera más difícil, y encima se estudiaba en silencio»; Farinello fue ordenado sacerdote por el entonces obispo de Avellaneda Jerónimo Podestá, el 8 de agosto de 1964. Mons. Eduardo Pironio lo designó párroco de Nuestra Señora de Luján, cerca del centro de Quilmes, destino que ejerció hasta el año 2000.
En 1967 su firma acompañó a la de cientos de sacerdotes que adhirieron al Manifiesto de los Obispos del Tercer Mundo en aquella primera etapa de la Iglesia postconciliar, el que fue el acto fundacional del Movimiento de Sacerdotes para el Tercer Mundo. El padre Farinello fue cura obrero y trabajó como albañil por siete años, profesión que debió abandonar ante el reclamo de su feligresía.
En 1994 se fundó "Fm Compartiendo", una radio comunitaria en el partido de Quilmes, de la cual fue director el padre Farinello. También tuvo durante muchos años un programa —«El Kairós del Padre Farinello»— emitido por Canal 7 y Radio Nacional.
El padre Farinello estaba a favor del celibato optativo y confesó en reiteradas oportunidades que se ha enamorado de distintas mujeres siendo sacerdote:

Cuando un cura se enamora se produce un vacío muy grande. Yo me enamoré a los treinta años y sé que no es fácil cumplir con esa fidelidad que impone la Iglesia.

Farinello comentó que el obispo Antonio Quarracino lo trató con caridad y respeto, y hasta le ofreció un hogar y tiempo.
La última dictadura militar que asoló el país entre 1976 y 1983 lo encontró militando en la Asamblea Permanente por los Derechos Humanos, en sintonía con los lineamientos pastorales del Obispado de Quilmes a cargo de Jorge Novak, quien junto a los obispos Miguel Hesayne, Jaime de Nevares, Alberto Devoto —entre otros— tiempo que denunciaban la tortura y el asesinato de miles de ciudadanos por parte del terrorismo de Estado. El padre Farinello fue detenido por el régimen militar.
En 2001 Farinello compitió en las elecciones legislativas de ese año como candidato a senador nacional por la provincia de Buenos Aires, por el partido fundado por él, el Polo Social. Como consecuencia de su postulación fue difamado. Con la muerte del obispo Novak, en 2001, Farinello abandonó la política.
En 2010 en una visita a Salta, el sacerdote se mostró a favor del matrimonio homosexual, pero expresó sus reservas respecto de las adopciones.
El 6 de marzo de 2012, Farinello fue internado en Florencio Varela tras sufrir un ACV. En el primer parte médico del religioso se informó que permanecía estable y bajo la constante supervisión del equipo médico que lo asiste. El 30 de octubre de 2012 volvió a sufrir otro acv; este fue silencioso, y se detectó mediante una tomografía: no tuvo síntomas, pero fue causado por un pequeño derrame cerebral. Hasta ese momento se encontraba en lenta recuperación, con problemas en el habla y dificultad para movilizarse.
El padre Farinello falleció en la tarde del 2 de junio de 2018, después de ser trasladado al Hospital de Quilmes a causa de una insuficiencia cardíaca, a la edad de 81 años.

## Críticas
En 2007 Luis D'Elía y el padre Luis Farinello viajaron a Irán para entregar un documento al gobierno de Mahmud Ahmadinejad en el que sostenían que el pedido de extradición de nueve exfuncionarios iraníes hecho por el juez Canicoba Corral era funcional a los actuales intereses y presiones que los EE.UU. ejercen sobre su gobierno, pretendiendo justificar así un posible ataque militar.
Ante las declaraciones del padre Farinello respecto a Irán, el obispo de Quilmes, Monseñor Luís Teodorico Stöckler, declaró que: «las opiniones políticas vertidas por el presbítero Luis Farinello en sus recientes declaraciones, con ocasión de su viaje a la República Islámica de Irán, no expresan el parecer oficial de la Iglesia Católica ni del Obispo de Quilmes».